# Sandra Greavesová
Sandra Greavesová (* 17. června 1963) je bývalá kanadská zápasnice – judistka.

## Sportovní kariéra
S judem začínala v Thunder Bay v klubu Budokan ve 14 letech. V kanadské ženské reprezentaci se pohybovala od roku 1981 ve střední váze do 66 kg. V letech 1983-84 pod jménem Sandra Insleyová. V roce 1987 vyhrála zlatou medaili na panamerických hrách v Indianapolis. V roce 1988 reprezentovala Kanadu na olympijských hrách v Soulu v ukázkové disciplíně ženského juda. Od roku 1990 jí v přípravě limitovalo vleklé zranění pravého ramene. V roce 1992 se kvalifikovala na olympijské hry v Barceloně. V úvodním kole vybodovala Japonku Rjóko Fudžimotovou, ve čtvrtfinále však prohrála na ippon s Němkou Alexandrou Schreiberovou. Vzápětí ukončila aktivní sportovní kariéru. Věnuje se trenérské práci.

## Výsledky
| Turnaj                  | 1984         | 1985         | 1986         | 1987         | 1988         | 1989         | 1990         | 1991         | 1992         |
| Turnaj                  | 21           | 22           | 23           | 24           | 25           | 26           | 27           | 28           | 29           |
| Turnaj                  | střední váha | střední váha | střední váha | střední váha | střední váha | střední váha | střední váha | střední váha | střední váha |
| ----------------------- | ------------ | ------------ | ------------ | ------------ | ------------ | ------------ | ------------ | ------------ | ------------ |
| Olympijské hry          |              |              |              |              | 7.           |              |              |              | úč.          |
| Mistrovství světa       | —            |              | úč.          | úč.          |              | úč.          |              | —            |              |
| Panamerické hry         |              |              |              | 1.           |              |              |              | ?            |              |
| Panamerické mistrovství | 2.           | 2.           | —            |              | 2.           |              | úč.          |              | —            |